# Annabelle Mandeng
Annabelle Mandeng (Göttingen, 1971. április 2. –) német színésznő.

## Élete
Az apja Kamerunból származik, 1973-ban visszament Afrikába. Annabelle Mandeng a bátyjával együtt az anyjánál Bad Zwischenahnban nőtt fel. 1980-tól a család három évig Togó, majd Pakisztánban élt. Lahorban befejezett az iskolát majd Németországban érettségizett.

## Filmjei
- 1998: Einsatz Hamburg Süd – Sport ist Mord (televíziós sorozat)
- 1999: SK-Babies]– Der Piratensender (televíziós sorozat)
- 2002: Mord im Haus des Herrn (TV-film)
- 2002: Mörderherz (TV-film)
- 2003: Donau, Duna, Dunaj, Dunav, Dunarea (mozifilm)
- 2003: Tetthely: 544. epizód (Dschungelbrüder)
- 2005: Wolffs Revier – Gebrannte Kinder (televíziós sorozat)
- 2005–2006: Bis in die Spitzen (televíziós sorozat, négy epizód)
- 2006: Asudem (mozifilm)
- 2009: Ein Hausboot zum Verlieben (TV-film)
- 2011: Ismeretlen férfi (mozifilm)
- 2014: Männerhort (mozifilm)
- 2014: Die Staatsaffäre (TV-film)
- 2015: Schmidts Katze (mozifilm)
- 2020: Berlin, Alexanderplatz (mozifilm)
- 2020: SOKO Stuttgart – Hotel Futuro (televíziós sorozat)

## Fordítás
- Ez a szócikk részben vagy egészben  az   Annabelle Mandeng című német Wikipédia-szócikk fordításán alapul.  Az eredeti cikk szerkesztőit annak laptörténete sorolja fel. Ez a jelzés csupán a megfogalmazás eredetét és a szerzői jogokat jelzi, nem szolgál a cikkben szereplő információk forrásmegjelöléseként.